# 월트 디즈니 월드 리조트

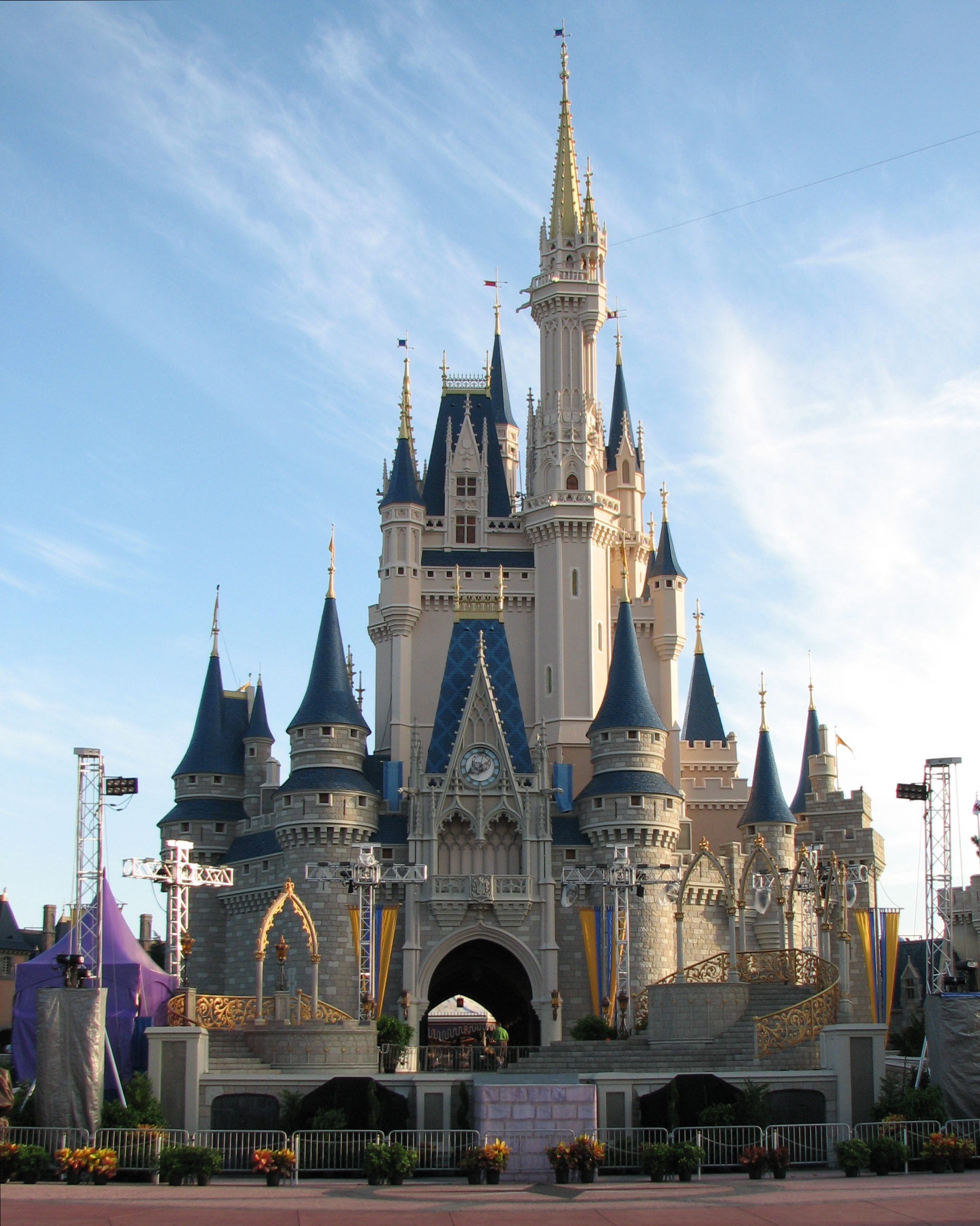
월트 디즈니 월드 리조트

월트 디즈니 월드 리조트(영어: Walt Disney World Resort)는 미국 플로리다주 중앙부에 있는 세계에서 가장 큰 테마파크이다. 4개의 테마파크, 2개의 워터파크, 32개의 테마호텔 및 리조트와 많은 수의 쇼핑, 식사 및 엔터테인먼트 지역으로 이루어져 있다.
1971년 10월 1일에 매직 킹덤으로 최초 개장하였으며, 엡캇이 1982년 10월 1일, 디즈니 할리우드 스튜디오가 1989년 5월 1일 그리고 디즈니 애니멀 킹덤이 1998년 4월 22일에 개장하였다.

## 시설

### 테마파크
- 매직 킹덤 (Magic Kingdom)
- 엡캇 (Epcot)
- 디즈니 할리우드 스튜디오 (Disney's Hollywood Studio)
- 디즈니 애니멀 킹덤 (Disney's Animal Kingdom)

### 워터파크
- 타이푼 라군 (Typhoon Lagoon)
- 블리자드 비치 (Blizzard Beach)

### 골프
- 판타지아 가든 (Fantasia Garden)
- 윈터 서머랜드 (Winter Summerland)

### 기타
- 디즈니 스프링스 (Disney Springs)
- 디즈니 보드워크 (Disney's BoardWalk)
- 디즈니 웨딩 파빌리온 (Disney's Wedding Pavilion)
- 디즈니 와이드 월드 오브 스포츠 컴플렉스 (Disney's Wide World of Sports Complex)
- 월트 디즈니 월드 스피드웨이 (Walt Disney World Speedway)

### 리조트
월트 디즈니 월드내에는 32곳의 리조트와 호텔이 있으며, 24곳이 월트 디즈니 컴퍼니에 의해 소유 및 운영되고 있다.

#### 고급 리조트
- 디즈니 애니멀 킹덤 랏지 (Disney's Animal Kingdom Lodge)
- 디즈니 비치 클럽 리조트 (Disney's Beach Club Resort)
- 디즈니 보드워크 인 (Disney's BoardWalk Inn)
- 디즈니 컨템포러리 리조트 (Disney's Contemporary Resort)
- 디즈니 그랜드 플로리디언 리조트 및 스파 (Disney's Grand Floridian Resort & Spa)
- 디즈니 폴리네시안 리조트 (Disney's Polynesian Resort)
- 디즈니 와일더니스 랏지 (Disney's Wilderness Lodge)
- 디즈니 요트 클럽 리조트 (Disney's Yacht Club Resort)
- 신데렐라 캐슬 스위트 (Cinderella Castle Suite)

#### 중급 리조트
- 디즈니 캐리비안 비치 리조트 (Disney's Caribbean Beach Resort)
- 디즈니 콜로라도 스프링 리조트 (Disney's Coronado Springs Resort)
- 디즈니 포트 올리언스 리조트 프렌치 쿼터 (Disney's Port Orleans Resort French Quarter)
- 디즈니 포트 올리언스 리조트 리버사이드 (Disney's Port Orleans Resort Riverside)

#### 경제형 리조트
- 디즈니 팝 센츄리 리조트 (Disney's Pop Century Resort)
- 디즈니 올스타 무비 리조트 (Disney's All-Star Movies Resort)
- 디즈니 올스타 뮤직 리조트 (Disney's All-Star Music Resort)
- 디즈니 올스타 스포츠 리조트 (Disney's All-Star Sports Resort)

#### 오두막 및 캠프형
- 디즈니 포트 와일더니스 리조트 및 캠프 (Disney's Fort Wilderness Resort & Campground)

#### 디즈니 베케이션 클럽 리조트
- 디즈니 올드 키 웨스트 리조트 (Disney's Old Key West Resort)
- 디즈니 보드워크 빌라 (Disney's BoardWalk Villas)
- 디즈니 와일더니스 랏지 빌라 (The Villas at Disney's Wilderness Lodge)
- 디즈니 비치 클럽 빌라 (Disney's Beach Club Villas)
- 디즈니 새라토가 스피링 리조트 및 스파 (Disney's Saratoga Springs Resort & Spa)
- 디즈니 애니멀 킹덤 빌라 (Disney's Animal Kingdom Villas)
- 디즈니 컨템포러리 리조트 베이 레이크 타워 (Bay Lake Tower at Disney's Contemporary Resort)

#### 현재 건설중인 리조트
2010년 5월 디즈니 파크는 2012년 완공을 목표로 가족형 스위트룸 위주의 디즈니 아트 오브 애니메이션 리조트 (Disney's Art of Animation Resort)가 건설중임을 밝혔다.

#### 비디즈니 리조트
- 베스트 웨스턴 레이크 부에나 비스타 리조트 호텔 (Best Western Lake Buena Vista Resort Hotel)
- 더블트리 게스트 수트 리조트 (Doubletree Guest Suite Resort)
- 리갈 선 리조트 (Regal Sun Resort)
- 힐튼 월트 디즈니 월드 (Hilton Walt Disney World)
- 할리데이 인 월트 디즈니 월드 리조트 (Holiday Inn in the Walt Disney World Resort)
- 로얄 플라자 (Royal Plaza)
- 쉐이즈 오브 그린 (Shades of Green) - 현역, 퇴역 군인 및 군무원들의 본인 또는 가족들의 휴가용. 현재 미국 국방부에 의해 소유 및 운영중
- 부에나 비스타 팰러스 리조트 및 스파 (Buena Vista Palace Resort & Spa)
- 월트 디즈니 월드 돌핀 (Walt Disney World Dolphin) - 스타우드 호텔 및 리조트 월드와이드에 의해 소유 및 운영중
- 월트 디즈니 월드 스완 (Walt Disney World Swan) - 스타우드 호텔 및 리조트 월드와이드에 의해 소유 및 운영중

#### 현재는 없어진 리조트
- 더 골프 리조트 (The Golf Resort) — 디즈니 인 (The Disney Inn)로 변경 후, 쉐이즈 오브 그린 (Shades of Green)으로 최종변경.
- 디즈니 빌리지 리조트 (Disney's Village Resort) — 디즈니 인스티튜트 빌라 (The the Villas at Disney Institute)로 변경 후, 디즈니 사라토가 스프링 리조트 및 스파(Disney's Saratoga Springs Resort & Spa)로 최종변경.
- 디즈니 리버 컨츄리 (Disney's River Country) — 월트 디즈니 월드 리조트의 첫 워터 파크였음. 1976년 6월 20일 개장 후, 2001년 11월 1일 운영 중단.